# Луцькі гербу Сас
Луцькі, Вадюк-Луцькі (пол. Łuccy, однина пол. Łucki) — український старошляхетський рід.

## Опис гербу
В блакитному полі срібний півмісяць, рогами обернений вгору і має на кінцях по золотій шестикутної зірки, а з середини його летить вгору стріла. Над шоломом сім павиних пір'їв — хвіст павича, пробитий стрілою вправо.

## Родова схема

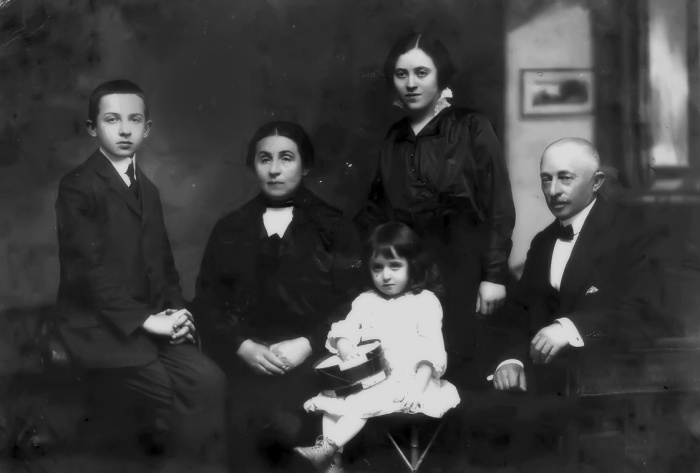
Михайло Луцький (батько Остапа) з родиною (1911 р.)

- NN Вадюк-Луцький (? — ?) — зем'янин; жив у першій половині XVIII ст.
  - NN Вадюк-Луцький (? — ?)
    - NN Вадюк-Луцький (? — ?) — зем'янин ∞ Петруня Городиська гербу Корчак (*? — †?)
      - Михайло Луцький (? — ?) — зем'янин, власник фільварку ∞ Михайлина Шустер (*? — †?)
        - Остап Михайлович (1883—1941) ∞ Ірина (Орися) Степанівна Смаль-Стоцька
          - Юрій Остапович (1919—2001) ∞ Мойра NN (? — ?)[6]
            - NN (? — ?)[6]
            - NN (? — ?)[6]
            - NN (? — ?)[6]

          - Марта Остапівна (? — ?)[7]

        - Мирон Михайлович (1891—1961) ∞ Любов NN (? — ?)
        - Володимир Михайлович (? — ?) — зем'янин, власник Яблонова[5] ∞ Мирослава Городиська гербу Корчак (? — ?) ∞ Олена Томович (? — ?)[8]
          - Анастасія (Ната) Володимирівна (1932—?) ∞ Юрій-Йосафат Цегельський (1922—?)[8]

        - Павло Михайлович (? — ?)
        - Ольга Михайлівна (? — ?) ∞ NN Білинський (*? — †?)
        - Юлія Михайлівна (? — ?) ∞ NN Кальобов (*? — †?)
        - Марія Михайлівна (? — ?) ∞ NN Свістель (*? — †?)
        - Наталія Михайлівна (1911 — 2000) ∞ Богдан Стернюк (*1906 — †1996)